# Al-Jarniyah
Al-Jarniyah (tiếng Ả Rập: Tiếng Ả Rập), cũng được viết là Jurneyyeh, là một thị trấn ở tỉnh Raqqa, Syria. Đây là trung tâm hành chính của tiểu khu Al-Jarniyah ở huyện Al-Thawrah. Dân số của thị trấn trong cuộc điều tra dân số năm 2004 là 2686.
Thị trấn và phần lớn các tiểu khu hiện đang được kiểm soát bởi Lực lượng Dân chủ Syria, sau 2 năm kiểm soát ISIL kể từ năm 2014.

## Nội chiến Syria
Việc kiểm soát ISIL của thị trấn đã kết thúc vào tháng 12 năm 2016, khi lực lượng SDF cắt đứt và xóa một phần lớn của Tiểu khu Al-Jarniyah.